# Canzio Vannini
Canzio Vannini (Massa Marittima, 21 giugno 1920 – Siena, maggio 2001) è stato un politico italiano.

## Biografia
Nato a Massa Marittima, in provincia di Grosseto, fu un noto esponente del Partito Socialista Italiano in Toscana.
Trasferitosi a Siena all'età di quarant'anni, venne eletto sindaco in seguito alle elezioni del novembre 1968 alla guida di una maggioranza instabile, e fu costretto a dimettersi nel giugno dell'anno successivo. Eletto nuovamente sindaco nel gennaio 1974, rimase in carica fino al 30 luglio 1979. Durante il suo secondo mandato, dette l'incarico all'architetto Giancarlo De Carlo di progettare il nuovo quartiere di San Miniato e inaugurò il 24 ottobre 1976 il palasport cittadino, sede della Mens Sana Basket. Di una sua ordinanza contro i piccioni che stavano portando in città una forma di salmonella parlò anche il New York Times.
Massone, fu anche legato agli ambienti della Contrada del Drago, di cui fu eletto capitano nel 1980. Morì a Siena nel maggio 2001.